# Sol och andra sånger
Sol och andra sånger is een verzameling liederen van de Noor Eyvind Alnæs. Alnæs mengde zich met deze liederen opnieuw in de Noorse taalstrijd tussen bokmål en nynorsk. Deze liederen verschenen in die laatste variant, maar ook in het Zweeds. De liederen werden uitgegeven door Hirsch in Stockholm.
De “bundel” bestaat uit drie liederen op tekst van Ivar Aasen en Per Sivle:
- Sol (Sivle)
- Jul (Sivle)
- No er det tid (Aasen)